# Czesław Piotrowski (ksiądz)
Czesław Piotrowski (ur. 20 marca 1891 w Kurcewie k. Pleszewa, zm. 16 października 1963 w Poznaniu) – polski duchowny katolicki, humanista, pedagog, wydawca, długoletni dyrektor Drukarni i Księgarni św. Wojciecha, działacz społeczny, patriota. 

## Życiorys
Po odzyskaniu przez Polskę niepodległości, utworzył seminarium nauczycielskie, by szkolić polskie nauczycielki, których w Wielkopolsce bardzo brakowało (w pruskich szkołach uczono tylko w języku niemieckim). Przy ulicy Głogowskiej w Poznaniu założył w 1924 męskie gimnazjum i liceum im. Adama Mickiewicza, znane dziś jako VIII Liceum Ogólnokształcące im. Adama Mickiewicza i został jego pierwszym dyrektorem, a także sąsiadujące z nim żeńskie gimnazjum i liceum im. Juliusza Słowackiego, w budynku którego przez długie lata mieścił się Zespół Szkół Muzycznych. 
Stał na czele Dyrekcji Odbudowy Katedry, która w latach 1946–1956 zajmowała się odbudową Katedry Świętych Apostołów Piotra i Pawła w Poznaniu po zniszczeniach, których budowla doznała w czasie II wojny światowej.
Został pochowany na cmentarzu Górczyńskim w Poznaniu (kwatera IVK-1-9).

## Ordery i odznaczenia
- Złoty Krzyż Zasługi (13 kwietnia 1929)[3]

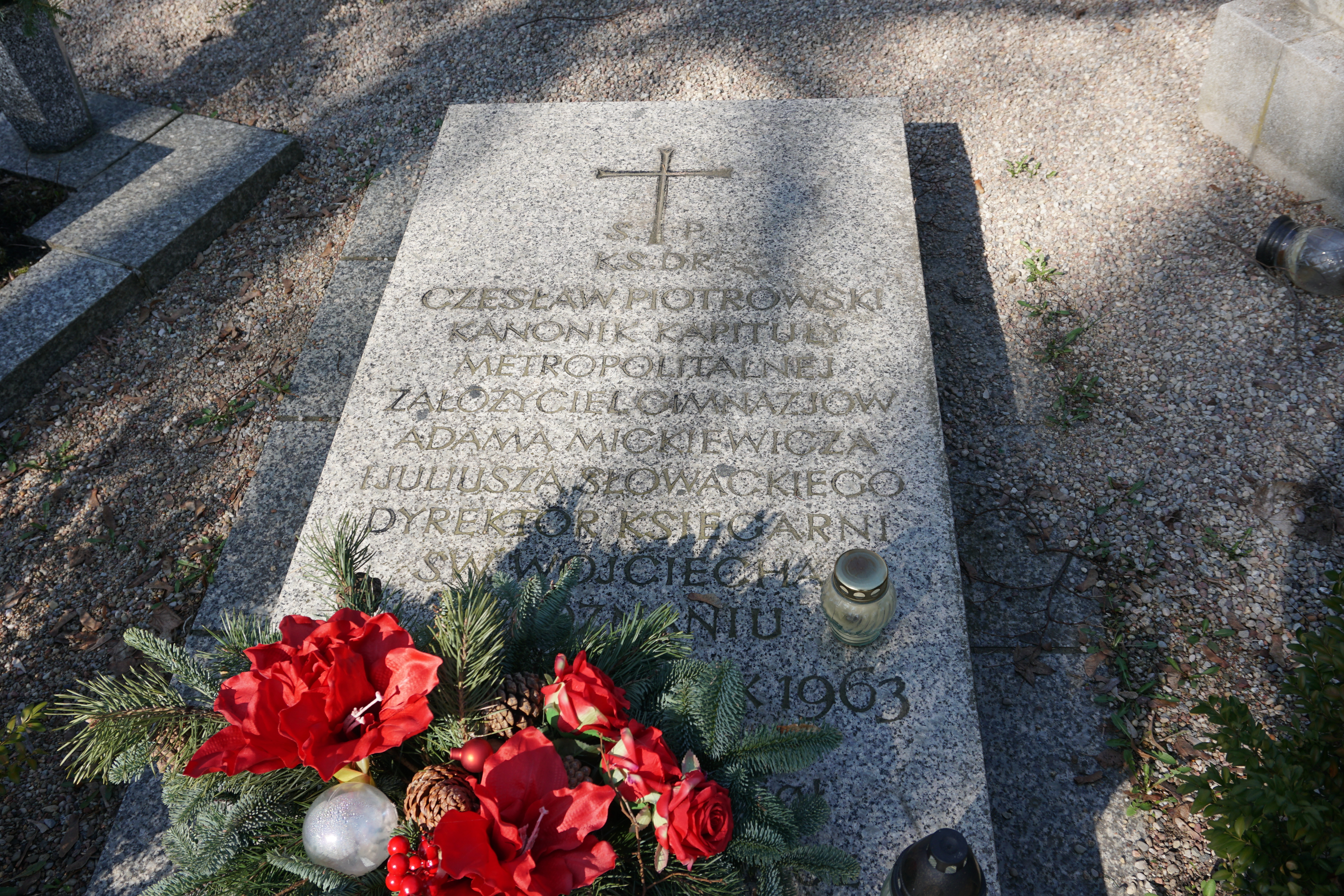
Grób ks. Czesława Piotrowskiego na cmentarzu Górczyńskim

## Upamiętnienie
W 2017 został upamiętniony pomnikiem usytuowanym przed gmachem Katolickiej Szkoły Podstawowej im. św. Stanisława Kostki i Publicznego Liceum Ogólnokształcącego Katolickiego Stowarzyszenia Wychowawców im. bł. Natalii Tułasiewicz, przy ul. Głogowskiej na Łazarzu w Poznaniu.